# Afridiella messanai
Afridiella messanai is een vlokreeftensoort uit de familie van de Bogidiellidae. De wetenschappelijke naam van de soort is voor het eerst geldig gepubliceerd in 1985 door Diviacco & Ruffo.